# Doug Kern
Douglas James Kern (Fort Riley, 10 de julho de 1963) é um velejador estadunidense, medalhista olímpico. Ele competiu nos Jogos Olímpicos de Verão de 1992 na classe Soling e conquistou a medalha de prata, ao lado de Kevin Mahaney e Jim Brady.
Na preparação para os jogos, Kern já havia conquistado duas medalhas em campeonatos mundiais junto com Brady e Mahaney. Em 1990 foram vice-campeões em Medemblik e um ano depois garantiram o bronze em Rochester. Kern frequentou a Universidade do Texas em Austin e mais tarde trabalhou com marketing em várias empresas.